# Чоловіче виховання
«Чоловіче виховання» — радянський художній фільм 1982 року, знятий режисером Усманом Сапаровим і Язгельди Сеїдовим на кіностудії «Туркменфільм».

## Сюжет
Батько мріяв бачити в сині сильного і безстрашного чоловіка і тому відправив семирічного боязкого Чамана до діда, на далеку пасовищу. Не відразу звик Чаман до нового способу життя і став господарем кошари, вірним помічником дідусеві Мергену. Фільм дубльований на Кіностудії імені М. Горького.

## У ролях
- Бегенч Курбандурдиєв — Чаман (дублював Д. Симонов)
- Ата Довлетов — Мерген-ага, дідусь Чамана (дублював А. Тарасов)
- Дурдимамет Ораєв — Сейлі, батько Чамана (дублював Б. Бистров)
- Ґуля Керімова — Джерен, мама Чамана (дублювала О. Григор'єва)

## Знімальна група
- Режисери — Усман Сапаров, Язгельди Сеїдов
- Сценаристи — Чари Япан, Усман Сапаров
- Оператор — Нурягди Шамухамедов
- Композитор — Нури Халмамедов
- Художник — Гусейн Гусейнов